# Sestao SC
Der Sestao Sport Club war ein spanischer Fußballverein aus der baskischen Kleinstadt Sestao. Der 1916 gegründete Klub spielte fast 60 Jahre lang im spanischen Profifußball, ehe er 1996 aufgelöst wurde.

## Geschichte
Sestao SC wurde 1916 gegründet und startete bei Einführung des spanischen Ligasystems 1928/29 in der damals drittklassigen Tercera División. Nach dem Spanischen Bürgerkrieg spielte er 1939/40 aus politischen und demografischen Gründen erstmals in der Segunda División. Am Saisonende wurde die Liga jedoch restrukturiert und der Verein trotz eines vierten Platzes in der Gruppe II wieder in die Tercera División zurückversetzt. In der Spielzeit 1953/54 gelang schließlich der sportliche Aufstieg in die zweite Liga, in der man anschließend sieben Jahre lang verblieb, ehe man 1960/61 wieder abstieg. Die folgenden 24 Jahre spielte Sestao SC ausschließlich drittklassig: Von 1961 bis 1977 in der Tercera División, anschließend in der neu gegründeten Segunda División B. 1984/85 gelang als Meister der Segunda División B (Gruppe I) die Rückkehr in die zweite Liga. Nach dem erneuten Abstieg in der Saison 1992/93 gelang zwei Jahre später nochmals der Wiederaufstieg. Während der Spielzeit 1995/96 wurden allerdings die finanziellen Probleme des Klubs sichtbar. Nach dem sportlichen Abstieg musste der Verein in die viertklassige Tercera División zwangsabsteigen, da er seine Spieler nicht mehr bezahlen konnte. Daraufhin löste sich der Klub im Jahr 1996 auf.
Nach der Auflösung wurde 1996 der Sestao River Club als Nachfolgeverein gegründet. 

## Stadion
Sestao SC spielte im Campo Municipal de Las Llanas, welches eine Kapazität von 8.900 Zuschauern hat. Das Stadion wurde im Jahr 1923 eröffnet. Das Spielfeld misst 103 × 65 Meter.

## Klubdaten
- Spielzeiten Liga 1: 0
- Spielzeiten Liga 2: 17
- Spielzeiten Liga 3: 40

## Erfolge
- Meister der Segunda División B (1): 1984/85
- Meister der Tercera División (1): 1953/54
- Spanischer Ligapokal: Viertelfinalist 1986

## Spieler
- Ernesto Valverde (1985–1986)
- José Luis Mendilibar (1985–1993)
- Iñaki Lafuente (1995–1996)

## Trainer
- Mané (1982–1984)
- Javier Irureta (1984–1988)